# M275 motorway
Der 1975 eröffnete M275 motorway (englisch für Autobahn M275) ist eine 3,2 km lange Autobahn in England. Er verbindet den M27 motorway mit den Häfen und dem Zentrum der Stadt Portsmouth.